# Ланг Шон
Ланг Шон (виј. Lạng Sơn) је град у Вијетнаму, у покрајини Ланг Шон. Према резултатима пописа 2009. у граду је живело 148.000 становника.